# Microchirus
Microchirus es un género de peces pleuronectiformes de la familia Soleidae.

## Especies
Se reconocen las siguientes especies:
- Microchirus azevia
- Microchirus boscanion
- Microchirus frechkopi
- Microchirus ocellatus
- Microchirus theophila
- Microchirus variegatus
- Microchirus wittei